# Siemowit VI

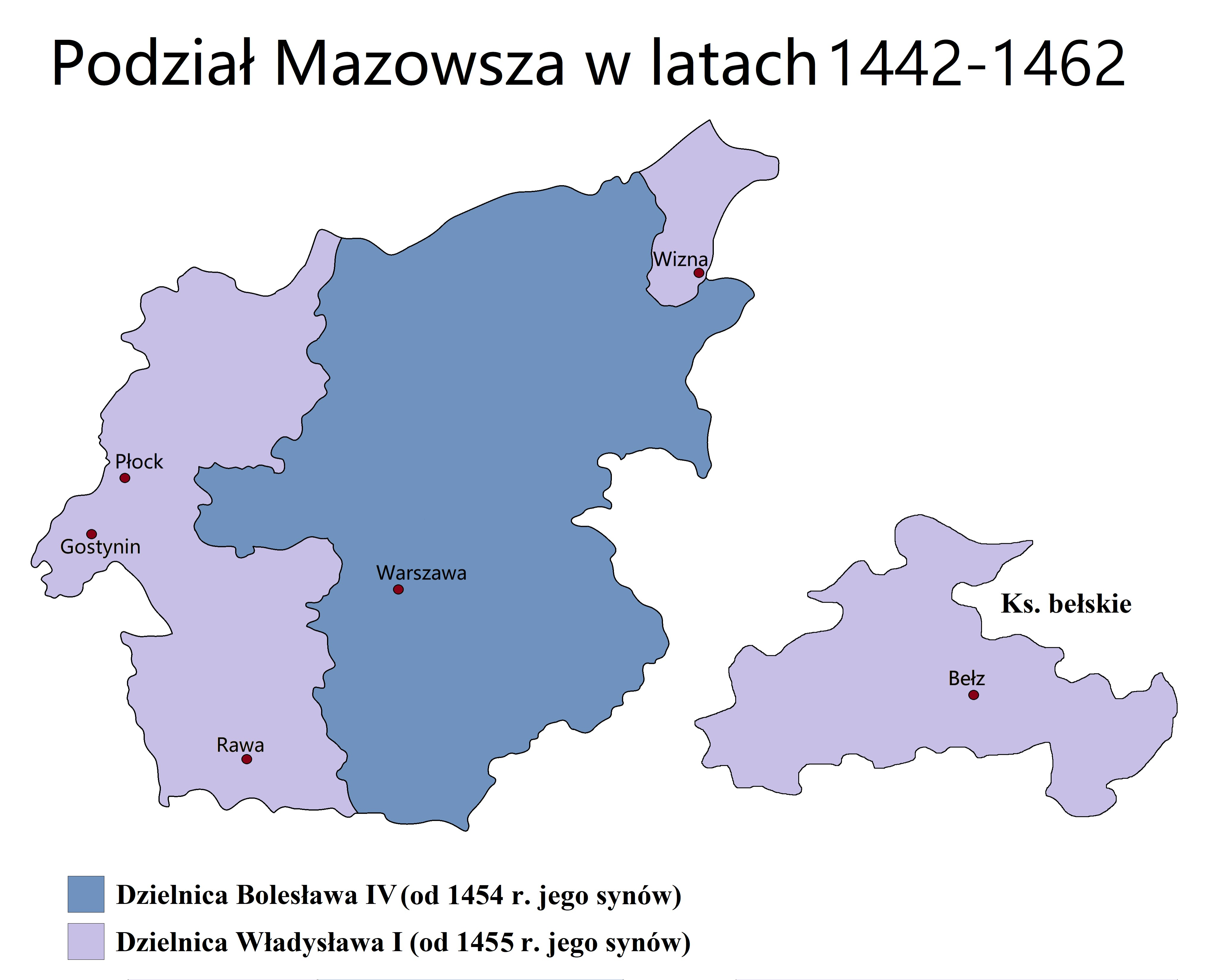
Podział Mazowsza w latach 1442-1462

Siemowit VI (ur. 2 stycznia 1446, zm. 31 grudnia 1461 lub 1 stycznia 1462) – książę mazowiecki na Płocku, Rawie Mazowieckiej, Bełzie, Płońsku, Zawkrzu i Wiźnie w latach 1455–1461/1462 (do 1459 rządy w jego imieniu sprawowała regencja), od 1459 na ziemi gostynińskiej.
Siemowit VI był starszym synem księcia płockiego Władysława I i jego żony Anny oleśnickiej. W chwili śmierci ojca w 1455 r. małoletni, został wraz z młodszym bratem Władysławem II formalnym księciem Mazowsza Płockiego i ziemi bełskiej. Rządy te książęta sprawowali pod kuratelą regencji kierowanej przez biskupa płockiego Pawła Giżyckiego i Anny oleśnickiej.
Na początku 1459 r. w związku z osiągnięciem przez Siemowita VI wieku, w którym zgodnie z ówczesnym prawem mógł sprawować samodzielne panowanie, regencja złożyła formalnie swoje rządy, choć w praktyce zachowała realny wpływ na politykę młodziutkiego księcia.
Pierwszym samodzielnym krokiem Siemowita VI było zaprzysiężenie na zjeździe w Czerwińsku wspólnie księciem warszawskim Konradem III Rudym pokoju z Krzyżakami. Było to potwierdzenie wcześniejszej polityki ojca nie angażowania się w konflikt z Zakonem i to pomimo tego, że senior książąt mazowieckich król Polski Kazimierz Jagiellończyk był zaangażowany z nimi w wojnę.
U progu samodzielnych rządów władztwo Władysławowiców powiększyło się dodatkowo o ziemię gostynińską odziedziczoną po zmarłej ciotce Małgorzacie raciborskiej (wdowie po Siemowicie V).
Siemowit VI zmarł w wieku niespełna szesnastu lat w nocy z 31 grudnia 1461 r. na 1 stycznia 1462 r. i został pochowany w katedrze płockiej. Nagła śmierć młodego księcia (a zwłaszcza że niedługo potem zmarł także brat Siemowita – Władysław II) spowodowała liczne pogłoski jakoby synów Władysława I otruto. Oskarżenia o morderstwo kierowano zwłaszcza w kierunku kasztelana sochaczewskiego Gotarda z Rybna, który jakoby miał pretensje do książąt o to, że pozbawili go jakiegoś majątku ziemskiego. Te sensacyjne wiadomości są jednak na ogół odrzucane, gdyż dobrze poinformowany o stosunkach panujących wśród Piastów Mazowieckich Jan Długosz nie zgodził się z tymi pogłoskami. Być może „winną” śmierci synów Władysława w tak krótkim odstępie czasów była gruźlica, na którą zmarł zresztą ojciec książąt.